# Lucrezia, Bruto e Collatino
Lucrezia, Bruto e Collatino è un dipinto tempera su tavola (47x30 cm) attribuito a Giovan Francesco Maineri su disegno di Ercole de’ Roberti, databile al 1490-1493 circa e conservato nella Galleria Estense di Modena.

## Storia
Il dipinto fa parte con Bruto e Porzia (Fort Worth, Kimbell Art Museum) e la Moglie di Asdrubale coi figli (Washington, National Gallery of Art) di Ercole de' Roberti di una serie di donne famose dell'antichità commissionate probabilmente da Eleonora d'Aragona, moglie di Ercole I d'Este. Gli ideali di queste eroine infatti ben si addicevano al motto del padre di Eleonora, il potente re Ferrante di Napoli: "Preferisco la morte al disonore".
Il dipinto è l'unico della serie rimasto in Italia dopo la dispersione delle collezioni estensi.
Il soggetto del dipinto deriverebbe dagli Atti e detti memorabili degli antichi romani di Valerio Massimo.il fatto inizio quando alla cena di Bruto si comincio a parlare di mogli e allora si andò  a vedere cosa facevano le donne: erano tutte radunate in un grande banchetto tranne Lucrezia che  era la moglie di Lucio Tarquinio Collatino, che venne violentata da Sesto Tarquinio, figlio spregevole di Tarquinio il Superbo. Per lavare il disonore essa si uccise con un coltello davanti al marito e un testimone, e Collatino, per vendicarsi, guidò una sommossa popolare che cacciò via i Tarquini da Roma.
Il tema è quello della resistenza alla tirannia o alla sottomissione anche perdendo la propria vita ma mantenendo il proprio onore.
La scena è ambientata davanti a un telo nero appeso a una pertica, che ricorda le opere coeve veneziane, in particolare di Giovanni Bellini. Se rispetto alle altre due opere della serie di Ercole de' Roberti Lucrezia è particolarmente statica; vi si riscontra comunque un uso elegante del colore, con la predilezione per toni brillanti.